# Grodzisko
Grodzisko es un pueblo de Polonia, en Mazovia.  Se encuentra en el distrito (Gmina) de Stara Błotnica, perteneciente al condado (Powiat) de Białobrzegi. Se encuentra aproximadamente a 13 km al sureste de Białobrzegi, y a 72 km  al sur de Varsovia. Su población es de 300 habitantes.
Entre 1975 y 1998 perteneció al voivodato de Radom.